# Alpioniscus matsakisi
Alpioniscus matsakisi är en kräftdjursart som beskrevs av Mikhail P. Andreev 1984. Alpioniscus matsakisi ingår i släktet Alpioniscus och familjen Trichoniscidae. Inga underarter finns listade i Catalogue of Life.